# 阿諾娜·白
阿諾娜·白（英語：Anona Pak，1993年11月29日—），紐西蘭華人，出生於香港，紐西蘭女子羽球運動員。畢業於梅西大學。

## 簡歷
阿諾娜出生於香港，3歲時隨家人移民到奧克蘭，並在那裏長大。在家人的鼓勵下，阿諾娜從小接觸動各種運動，最後被羽球的魅力所吸引，12歲開始接觸羽球，14歲開始參加比賽。2011年，她在全國青少年錦標賽同時贏得女子單打、雙打與混合雙打冠軍，但後來受阿基里斯腱斷裂的傷勢影響，而決定專注於女子雙打與混合雙打項目。
阿諾娜曾在2018年北港國際賽獲得混雙冠軍，在2016年懷卡托國際賽女雙項目、2019年雪梨國際賽混雙項目晉級決賽，另外她在2017年至2019年連續三屆獲得大洋洲錦標賽女雙季軍。

## 主要比賽成績
只列出曾進入準決賽的國際賽事成績：
| 年份   | 賽事                         | 公開賽級別 | 項目     | 搭檔                  | 成績   |
| ------ | ---------------------------- | ---------- | -------- | --------------------- | ------ |
| 2011年 | 瑪努考郡羽毛球國際賽         | 未來系列賽 | 女子雙打 | Aviva Pak             | 準決賽 |
| 2016年 | 大洋洲羽毛球男女子團體錦標賽 | 其他       | 女子團體 | －                    | 亞軍   |
| 2016年 | 懷卡托羽毛球國際賽           | 未來系列賽 | 女子雙打 | Vicki Copeland        | 亞軍   |
| 2017年 | 努美阿羽毛球國際賽           | 國際系列賽 | 女子雙打 | Vicki Copeland        | 準決賽 |
| 2017年 | 大洋洲羽毛球錦標賽           | 其他       | 女子雙打 | Vicki Copeland        | 季軍   |
| 2017年 | 懷卡托羽毛球國際賽           | 國際系列賽 | 女子雙打 | F. A. Rahardja        | 準決賽 |
| 2018年 | 北港羽毛球國際賽             | 未來系列賽 | 女子雙打 | Danielle Tahuri       | 準決賽 |
| 2018年 | 北港羽毛球國際賽             | 未來系列賽 | 混合雙打 | Maika Phillips        | 冠軍   |
| 2018年 | 大洋洲羽毛球男女子團體錦標賽 | 其他       | 女子團體 | －                    | 亞軍   |
| 2018年 | 大洋洲羽毛球錦標賽           | 其他       | 女子雙打 | Danielle Tahuri       | 季軍   |
| 2019年 | 大洋洲羽毛球錦標賽           | 其他       | 女子雙打 | Erena Calder-Hawkins  | 季軍   |
| 2019年 | 大洋洲羽毛球混合團體錦標賽   | 其他       | 混合團體 | －                    | 亞軍   |
| 2019年 | 雪梨羽毛球國際賽             | 國際系列賽 | 混合雙打 | 奧利弗·萊頓-戴維斯    | 亞軍   |
| 2019年 | 威爾斯羽毛球國際賽           | 國際系列賽 | 混合雙打 | 奧利弗·萊頓-戴維斯    | 準決賽 |
| 2020年 | 大洋洲羽毛球男女子團體錦標賽 | 其他       | 女子團體 | －                    | 亞軍   |
| 2022年 | 大洋洲羽毛球錦標賽           | 其他       | 混合雙打 | 奥利弗·莱顿-戴维斯    | 亞軍   |
| 2024年 | 大洋洲羽毛球錦標賽           | 其他       | 混合雙打 | Erena Calder-Hawkings | 季軍   |
| 2024年 | 大洋洲羽毛球男女子團體錦標賽 | 其他       | 女子團體 | －                    | 亞軍   |

| 2007-2017年 | 首要超級賽 | 超級賽 | 黃金大獎賽 | 大獎賽 | 國際挑戰賽 | 國際系列賽 | 未來系列賽 | 其他 |

| 2018-2026年 | 總決賽 | 超級1000賽 | 超級750賽 | 超級500賽 | 超級300賽 | 超級100賽 | 國際挑戰賽 | 國際系列賽 | 未來系列賽 | 其他 |

### 奧運會和世錦賽參賽紀錄
|          | 搭檔               | 2021 |
| -------- | ------------------ | ---- |
| 混合雙打 | 奥利弗·莱顿-戴维斯 | 32強 |